# Шидлув (гмина)
Шидлув (пол. Szydłów) — городско-сельская гмина (волость) в Польше, входит как административная единица в Сташувский повет, Свентокшиское воеводство. Население — 4949 человек (на 2004 год).
Центр гмины — Шидлув.

## Демография
| Перепись                       | Всего   | Всего | Женщины | Женщины | Мужчины | Мужчины |
| ------------------------------ | ------- | ----- | ------- | ------- | ------- | ------- |
| Единицы                        | человек | %     | человек | %       | человек | %       |
| Население                      | 4949    | 100   | 2424    | 49      | 2525    | 51      |
| Плотность населения (чел./км²) | 46      | 46    | 22,5    | 22,5    | 23,5    | 23,5    |

## Соседние гмины
1. Гнойно (гмина)
2. Пежхница (гмина)
3. Ракув (гмина)
4. Сташув (гмина)
5. Тучемпы (гмина)